# Кенктон (Луизијана)
Кенктон (енгл. Cankton) град је у америчкој савезној држави Луизијана.

## Демографија
По попису из 2010. године број становника је 484, што је 122 (33,7%) становника више него 2000. године.
| Група             | 2000.       | 2010.       |
| Белци             | 341 (94,2%) | 416 (86,0%) |
| Афроамериканци    | 19 (5,2%)   | 44 (9,1%)   |
| Азијати           | 1 (0,3%)    | 0 (0,0%)    |
| Хиспаноамериканци | 0 (0,0%)    | 13 (2,7%)   |
| Укупно            | 362         | 484         |